# Osmophor
Osmophore oder osmophore Gruppen sind in Riechstoffen vorkommende charakteristische funktionelle Gruppen. Der Begriff Osmophor leitet sich ab von den griechischen Begriffen οσμη = Geruch und φοροσ = Träger. Praktisch alle kommerziell bedeutenden Riechstoffe als Bestandteil von Parfüm sind organische Substanzen, entweder Naturstoffe oder Synthetika. Osmophore sind in erster Linie die folgenden aus der organischen Chemie bekannten funktionellen Gruppen, die kovalent an das Grundgerüst des Moleküls gebunden sind: Hydroxygruppe, Formylgruppe, Oxogruppe, Alkoxycarbonylgruppe, Nitrilgruppe, Nitrogruppe und Azidogruppe. Auch bei Doppelbindungs- oder aromatischen Systemen wie Naphthalin kann es sich um osmophore Gruppen handeln. Man geht davon aus, dass für das Zustandekommen eines Geruchseindrucks die freie Zugänglichkeit der osmophoren Gruppen im Molekül Voraussetzung ist.
Kennzeichnend für diese osmophoren Gruppen ist deren Austauschbarkeit untereinander ohne wesentliche Veränderung des Geruchscharakters, wie beispielsweise vom β-Ionon abgeleitete Veilchenriechstoffe zeigen.